# Edward Malone

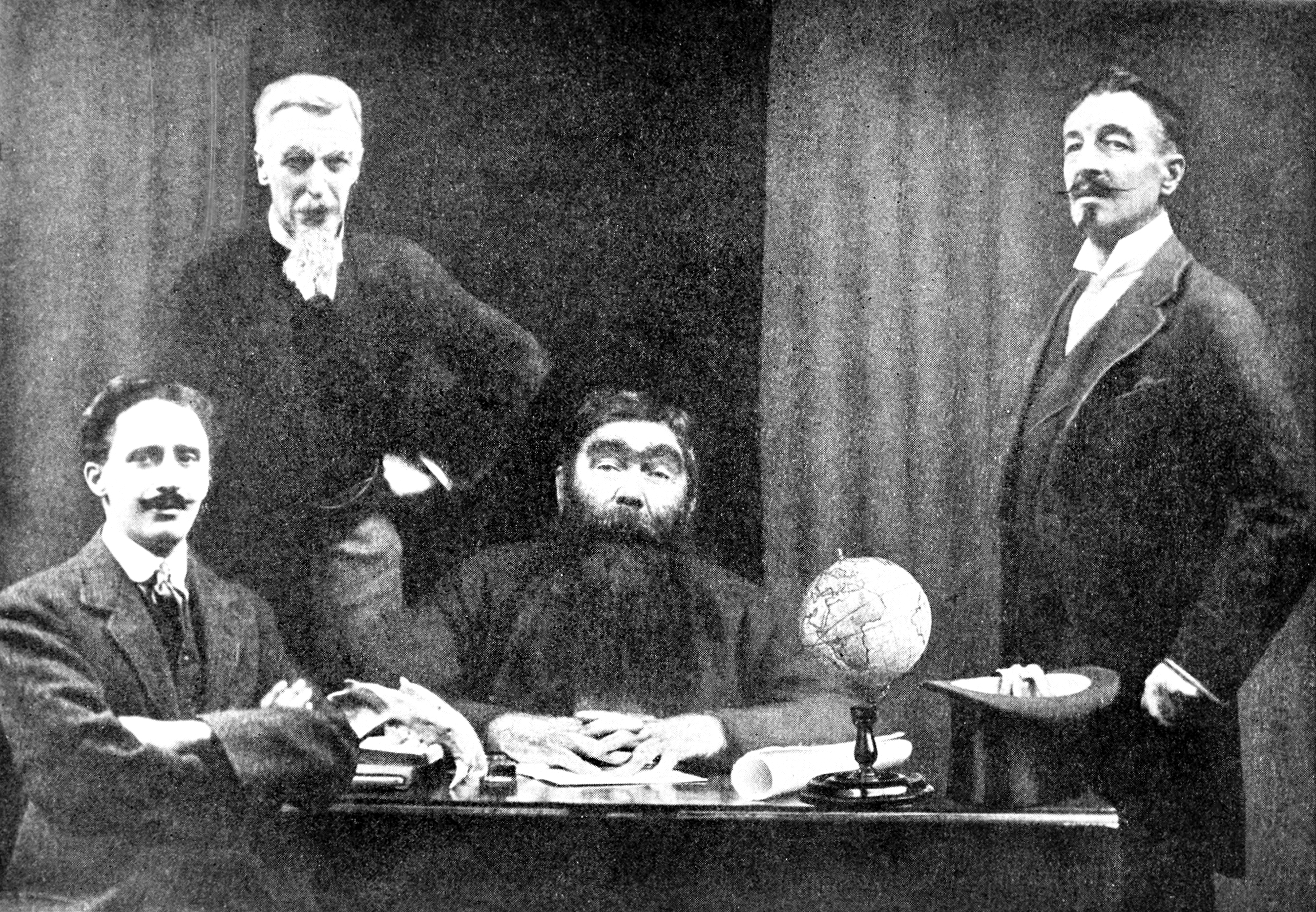
Foto dei membri della spedizione de Il mondo perduto, dal frontespizio della prima edizione del romanzo: da sinistra a destra Edward Malone (seduto), il professor Summerlee (in piedi), il prof. George Challenger (seduto al centro), lord John Roxton (a destra in piedi).

Edward Dunn Malone è un personaggio letterario creato da Sir Arthur Conan Doyle per il romanzo Il mondo perduto (1912).

## Il personaggio
Nato in Inghilterra nel 1886 da famiglia irlandese, Malone deve inizialmente la sua relativa notorietà all'attività di giocatore di rugby. Come reporter per la Daily Gazette di Londra, prende parte ad un avventuroso viaggio in Amazzonia, descritto nel romanzo Il mondo perduto (1912) di Conan Doyle.

## Filmografia
Edward D. Malone è stato interpretato da vari attori in diversi film:
- Da Lloyd Hughes nel film Il mondo perduto del 1925
- Da David Hedison, nel film Mondo perduto del 1960
- Da Eric McCormack nei film Il mondo perduto del 1992 e in Ritorno al mondo perduto dello stesso anno
- Da Julian Casey nel film Il mondo perduto del 1998 (personaggio ribattezzato come Arthur Malone)
- Da David Orth nella serie televisiva Sir Arthur Conan Doyle's The Lost World (1999-2002).
- Da Matthew Rhys nel film Il mondo perduto del 2001
- Da Jeff Denton nel film King - Il re del mondo perduto (King of the Lost World) del 2005.

## Opere derivate
Nel 2007 è stato pubblicato il romanzo Ritorno al mondo perduto (anche noto come Ritorno alla terra di Maple White), un seguito letterario de Il mondo perduto, che vede Edward D. Malone nominalmente nelle vesti di autore e Simone Berni in quelle di traduttore.